# Маркиз Донегол
Маркиз Донегол (англ. Marquess of Donegall) — наследственный титул в системе пэрства Ирландии.

## История

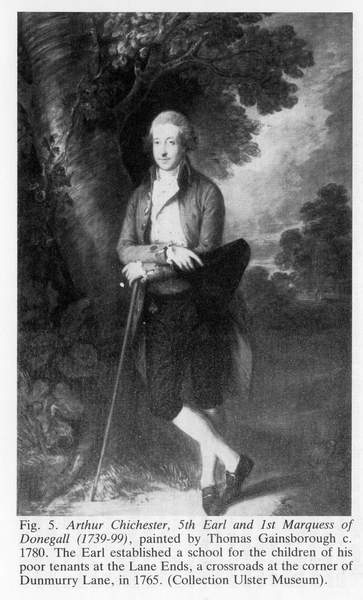
Артур Чичестер, 1-й маркиз Донегол (1739—1799)

Титул маркиза Донегола был создан 4 июля 1791 года для Артура Чичестера, 5-го графа Донегола (1739—1799). Титул носили главы семьи Чичестер, родом из Девона в Англии. Сэр Джон Чичестер (1519/1520 — 1569), депутат Палаты общин от Барнтампла и высший шериф Девона (1557). Один из его сыновей, сэр Артур Чичестер (1563—1625), был заместителем лейтенанта Ирландии (1604—1615). В 1613 году он получил титул барона Чичестера из Белфаста в графстве Антрим, став пэром Ирландии. Артур Чичестер, 1-й барон Чичестер, скончался бездетным, после его смерти титул барона Чичестера прервался. Тем не менее, в том же году титул барона Чичестера был возрожден для его младшего брата, Эдуарда Чичестера (1568—1648), который стал бароном Чичестером из Белфаста в графстве Антрим и виконтом Чичестером в Каррикфергюсе в графстве Антрим. Оба титула являлись Пэрством Ирландии. Ему наследовал его старший сын, Артур Чичестер, 2-й виконт Чичестер (1606—1675). В 1647 году для него был создан титул графа Донегола (Пэрство Ирландии).
1-й граф Донегол скончался в 1675 году, не оставив мужского потомства. Графский титул получил его племянник, Артур Чичестер, 2-й граф Донегол (ум. 1678). Он был старшим сыном подполковника Джона Чичестера, второго сына 1-го виконта Чичестера. Ранее лорд Донегол представлял графство Донегол в ирландской палате общин. Его сын, Артур Чичестер, 3-й граф Донегол (1666—1706), был генерал-майором испанской армии и воевал в Войне за испанское наследство. Он был убит в бою в 1706 году под Монжуиком. Его старший сын, Артур Чичестер, 4-й граф Донегол (1695—1757), скончался бездетным. Его преемником стал его племянник, Артур Чичестер, 5-й граф Донегол (1739—1799). Он был сыном достопочтенного Джона Чичестера, младшего сына 3-го графа Донегола. Лорд Донегол получил титул барона Фишервика из Фишервика в графстве Стаффордшир (Пэрство Великобритании). В 1791 году для него были созданы титулы графа Белфаста и маркиза Донегола (Пэрство Ирландии).
Его внук, Джордж Гамильтон Чичестер, 3-й маркиз Донегол (1797—1883), занимал должности вице-камергера Хаусхолда (1830—1834, 1838—1841) и капитана почётной йоменской гвардии (1848—1852), а также служил лордом-лейтенантом графства Антрим (1841—1883). В 1841 году для него были созданы титулы барона Инишоуэна и Каррикфергюса из Инишоуэна в графстве Антрим (Пэрство Соединённого королевства). Его сыновья, Джордж Огастес Чичестер, виконт Чичестер (1826—1827), и Фредерик Ричард Чичестер, граф Белфаст (1827—1853), скончались при жизни отца. В 1883 году после смерти 3-го маркиза Донегола титул барона Инишоуэна и Каррикфергюса прервался. Маркизат унаследовал его младший сын, Эдвард Чичестер, 4-й маркиз Донегол (1799—1889). В 1975 году после смерти его внука, Эдварда Чичестера, 6-го маркиза Донегола (1903—1975), линия наследования от 2-го маркиза прервалась. Покойному маркизу наследовал его родственник, Дермот Чичестер, 5-й барон Темплмор (1916—2007), который стал 7-м маркизом Донегол.
По состоянию на 2025 год, носителем титула являлся его сын, Артур Патрик Чичестер, 8-й маркиз Донегол (род. 1952), который сменил своего отца в 2007 году.

## Другие известные члены семьи Чичестер

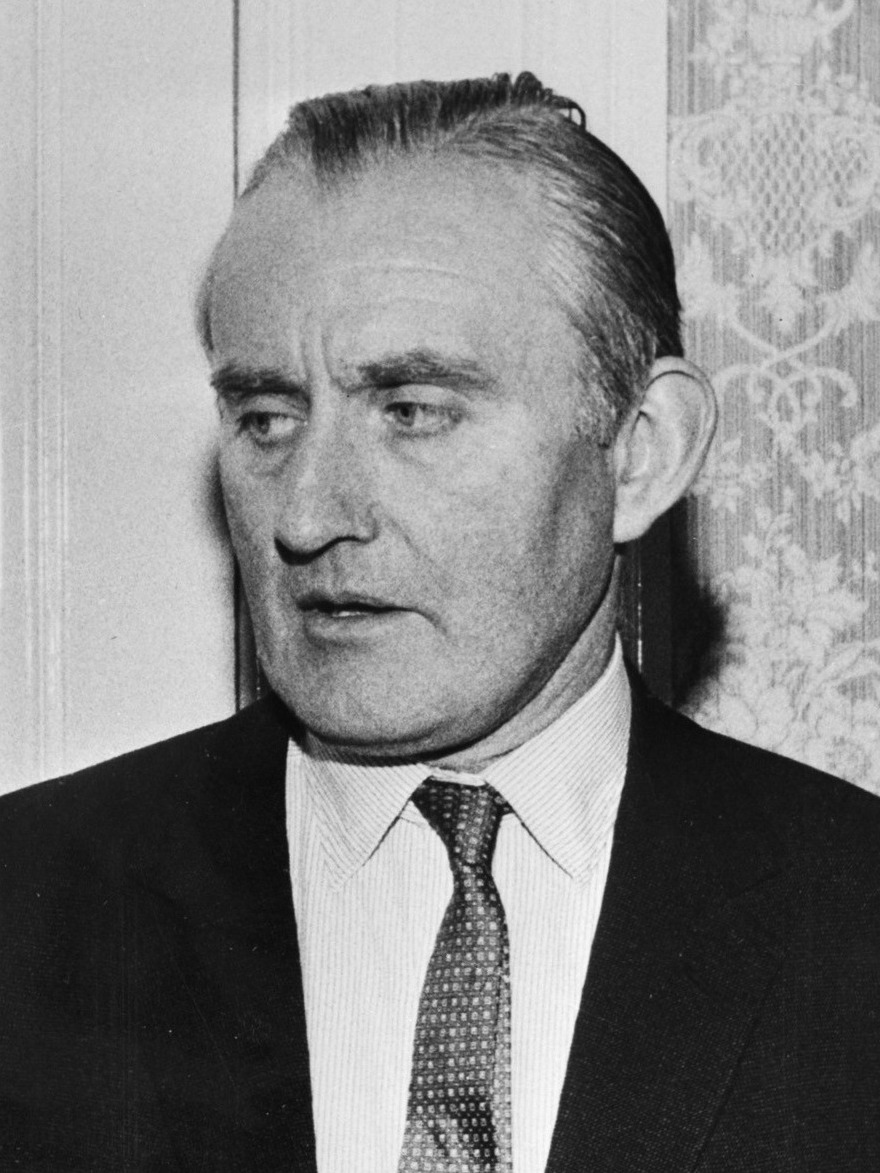
Джеймс Чичестер-Кларк, барон Майола (1923—2002), предпоследний (пятый) премьер-министр Северной Ирландии (1969—1971)

- Джон Чичестер, 1-й баронет из Роли (1623—1667), сын сэра Роберта Чичестера (1579—1627), внук сэра Джона Чичестера, брата 1-го барона Чичестера и 1-го виконта Чичестера. В 1641 году для него был создан титул баронета из Роли
- Джон Чичестер (1609—1647), депутат ирландской палаты общин от Данганнона, второй сын 1-го виконта Чичестера и отец 2-го графа Донегола
- Артур Чичестер, 1-й барон Темплмор[англ.] (1797—1837), старший сын лорда Спенсера Чичестера, второго сына 1-го маркиза Донегола. Депутат Палаты общин от Милборн Порта (1826—1830) и графства Уэксфорд (1830—1831). В 1831 году получил титул барона Темплмора
- Лорд Артур Чичестер (1808—1840), четвертый сын 2-го маркиза Донегола, депутат Палаты общин от Белфаста (1832—1835)
- Лорд Джон Чичестер (1811—1873), шестой сын 2-го маркиза Донегола, депутат Палаты общин от Белфаста (1845—1852)
- Роберт Чичестер[англ.] (1873—1921), депутат Палаты общин от Южного Лондондерри (1921—1922), сын лорда Адольфа Джона Спенсера Червилля Чичестера (1836—1901) и Мэри Доусон (ум. 1924), внук 4-го маркиза Донегола
- Дера Паркер (1882—1963), супруга подполковника Роберта Пила Доусона Спенсера Чичестера (1873—1921), депутат Палаты общин Северной Ирландии[англ.] от Лондондерри (1921—1929) и Южного Лондондерри (1933—1960)
- Джеймс Чичестер-Кларк, барон Майола[англ.] (1923—2002), британский политик, старший сын Джеймса Леннокса-Конингэма Чичестера-Кларка (1884—1933) и Марион Кэролайн Деры Чичестер (1904—1976), внук Деры Паркер, депутат парламента Северной Ирландии от Южного Лондондерри (1960—1972), министр сельского хозяйства Северной Ирландии[англ.] (1967—1969), премьер-министр Северной Ирландии[англ.] (1969—1971), министр внутренних дел Северной Ирландии[англ.] (1970—1971), лидер юнионистской партии Ольстера (1969—1971)
- Сэр Робин Чичестер-Кларк[англ.] (1928—2016), английский политик, депутат Палаты общин Великобритании от Лондондерри (1955—1974), младший брат предыдущего
- Пенелопа Хобхаус[англ.] (урожденная Чичестер-Кларк) (род. 1929), британский садоводческий писатель, дизайнер, преподаватель и телеведущая, сестра двух предыдущих.

Название титула маркиза Донегол происходит от графства Донегол в Ирландии. Несколько мест в Белфасте были названы в честь семьи маркизов Донегол, в том числе площадь Донегола, Донегол-роуд, Донегол-аркад, Чичестер-стрит и Чичестер-парк.
Семейная резиденция — Данброди-хаус в окрестностях Артурстауна в графстве Уэксфорд в Ирландии, где в настоящее время находятся отель и ресторан. Однако недвижимость Данброди по-прежнему пребывает в собственности нынешнего маркиза Донегола, который проживает в Данброди-парк в родовой усадьбе.

## Виконты Чичестер (1625)
- 1625—1648: Эдвард Чичестер, 1-й виконт Чичестер[англ.] (1568 — 8 июля 1648), второй сын Джона Чичестера (1519—1569)
- 1648—1674: Артур Чичестер, 2-й виконт Чичестер[англ.] (16 июня 1606 — 18 марта 1675), старший сын предыдущего, граф Донегол с 1647 года.

## Графы Донегол (1647)
- 1647—1675: Артур Чичестер, 1-й граф Донегал[англ.] (16 июня 1606 — 18 марта 1675), старший сын Эдварда Чичестера, 1-го виконта Чичестера;
- 1675—1678: Артур Чичестер, 2-й граф Донегол[англ.] (умер 26 октября 1678), сын полковника Джона Чичестера (1609—1647), племянник предыдущего;
- 1678—1706: Генерал-майор Артур Чичестер, 3-й граф Донегол[англ.] (1666 — 10 апреля 1706), сын предыдущего;
- 1706—1757: Артур Чичестер, 4-й граф Донегол (28 марта 1695 — 30 сентября 1757), старший сын предыдущего;
- 1757—1799: Артур Чичестер, 5-й граф Донегол (13 июня 1739 — 5 января 1799), старший сын достопочтенного Джона Чичестера (1700—1746), племянник предыдущего, маркиз Донегол с 1791 года.

## Маркизы из Донегол (1791)
- 1791—1799: Артур Чичестер, 1-й маркиз Донегол (13 июня 1739 — 5 января 1799), старший сын достопочтенного Джона Чичестера (1700—1746), внук 3-го графа Донегола;
- 1799—1844: Джордж Огастес Чичестер, 2-й маркиз Донегол (13 августа 1769 — 5 октября 1844), старший сын предыдущего;
- 1844—1883: Джордж Гамильтон Чичестер, 3-й маркиз Донегол (10 февраля 1797 — 20 октября 1883), старший сын предыдущего;
- 1883—1889: Эдвард Чичестер, 4-й маркиз Донегол[англ.] (11 июня 1799 — 20 января 1889), младший брат предыдущего;
- 1889—1904: Джордж Гамильтон Огастес Чичестер, 5-й маркиз Донегол (27 июня 1822 — 13 мая 1904), старший сын предыдущего;
- 1904—1975: Эдвард Артур Дональд Сент-Джордж Гамильтон Чичестер, 6-й маркиз Донегол (7 октября 1903 — 24 мая 1975), единственный сын предыдущего;
- 1975—2007: Дермот Ричард Клод Чичестер, 7-й маркиз Донегол, 5-й барон Темплмор (18 апреля 1916 — 19 апреля 2007), второй сын Артура Спенсера Чичестера, 4-го барона Темплмора[англ.] (1880—1953) и прапраправнук лорда Спенсера Стэнли Чичестера (1775—1819), младшего сына 1-го маркиза Донегола; пятиюродный внук предыдущего;
- 2007 — н. в.: Артур Патрик Чичестер, 8-й маркиз Донегол, 6-й барон Темплмор (род. 9 мая 1952), единственный сын предыдущего;
  - Наследник: Джеймс Артур Чичестер, граф Белфаст (род. 19 ноября 1990), единственный сын предыдущего.